# Montgròs (Sant Jaume dels Domenys)
El Montgròs és una muntanya de 414 metres que es troba al municipi de Sant Jaume dels Domenys, a la comarca del Baix Penedès.